# Jean Moser
Jean Moser (født 23. juni 1993) er en brasiliansk fodboldspiller.